# Notiophygus pseudoperplexus
Notiophygus pseudoperplexus is een keversoort uit de familie Discolomatidae. De wetenschappelijke naam van de soort is voor het eerst geldig gepubliceerd in 1935 door John.